# Basilika Unserer Lieben Frau von Yagma
Die Basilika Unserer Lieben Frau von Yagma ist eine römisch-katholische Wallfahrtskirche am nordwestlichen Stadtrand von Ouagadougou, der Hauptstadt von Burkina Faso. Die Basilica minor ist Unserer Lieben Frau gewidmet und gehört zum Erzbistum Ouagadougou.

## Wallfahrtsort
Das Heiligtum von Yagma ist ein Marienwallfahrtsort, der im Gegensatz zu den großen Marienheiligtümern nicht auf eine Marienerscheinung zurückgeht. 1966 forderte der damalige Erzbischof von Ouagadougou, Kardinal Paul Kardinal Zoungrana, Christen auf, die einen Platz zur Marienverehrung wünschten: „Finden Sie den Ort, den Sie mögen, bereiten sie ihn vor und dann werden wir kommen, um eine Kirche zu bauen.“ Ein Jahr später wurde der Hügel von Yagma gewählt, um das Marienheiligtum zu errichten. Im November 1967 begann der Bau der Mariengrotte und am 31. März 1968 wurde in Yagma die erste Pilgergruppe begrüßt. Am 5. Februar 1971 erklärte Kardinal Zoungrana die Stätte zum Ziel der Diözesanwallfahrt. Nach der Grotte wurde ein Podium errichtet, im Jahr 1978 wurde der Grundstein für die heutige Kirche gelegt. Im Jahr 1988 wurde Yagma von der Bischofskonferenz von Burkina Faso zum Ziel der nationalen Pilgerfahrt erklärt. Heute hat jede Pfarrei in Burkina Faso einen eigenen Tag für die jährliche Pilgerfahrt hierher.

## Kirchenbau
Am 29. Januar 1990 feierte Papst Johannes Paul II. in Yagma vor mehr als 600.000 Menschen die Eucharistie und segnete ein Bild der Jungfrau von Lourdes, er initiierte damit den tatsächlichen Baubeginn 1991. Die Bauarbeiten verliefen sehr langsam, vor allem wegen mangelnder Finanzierung. Die Kirche wurde in der Form einer Basilika mit einem Querhaus und Platz für 2200 Gläubige errichtet. Die Kirche wurde am 9. Februar 2013 geweiht und bereits am 20. März des gleichen Jahres durch Papst Franziskus zur Basilica minor erhoben.